# 殿町 (川崎市)
殿町（とのまち）は、神奈川県川崎市川崎区の町名である。住居表示が実施され、現行行政地名は殿町1丁目から殿町3丁目。面積は1,702,196m²。

## 地理
川崎区の北東部、多摩川右岸の河口近くに位置する。北を多摩川、南を国道409号に挟まれた東西に長い町域を持ち、西が1丁目、東が3丁目となる。
1丁目の西端は産業道路（東京都道・神奈川県道6号東京大師横浜線）および首都高速神奈川1号横羽線に接し、首都高速の大師本線料金所および大師パーキングエリアの施設が町内に位置する。1・2丁目は住宅と商店、町工場が混在した地域で、国道沿いには飲食店も立地する。1丁目の国道沿いには1949年創立の川崎市立殿町小学校、産業道路と国道が交差する大師河原交差点角にはラウンドワン川崎大師店がある。
3丁目は1938年操業開始のいすゞ自動車川崎工場が面積の大半を占めていたが、2004年までに藤沢工場と栃木工場に生産を移管。東側はヨドバシカメラに売却され、2005年にアッセンブリーセンター（配送センター）が開業した。西側は都市再生機構 (UR) に売却。2010年より土地区画整理事業が開始し、2011年に実験動物中央研究所、2014年にジョンソン・エンド・ジョンソン東京サイエンスセンター、2017年に国立医薬品食品衛生研究所およびペプチドリームが進出するなど、ライフサイエンス部門の研究拠点として整備が進められている。このエリアは、2011年に「キングスカイフロント」と命名された。東端の三愛石油LPガスターミナル跡地には、ANA殿町ビジネスセンターおよびケータリングセンターが開設された。3丁目の東端は多摩運河に接し、対岸の浮島町との間には浮島橋が架かる。宿泊施設として川崎キングスカイフロント東急REIホテルやビジネスヴィレッヂ川崎、住民の憩いの場として３つの公園（殿町第二公園・第三公園・下河原公園）が整備されている。

### 面積
面積は以下の通りである。
| 丁目      | 面積（km²） |
| --------- | ----------- |
| 殿町1丁目 | 0.309       |
| 殿町2丁目 | 0.239       |
| 殿町3丁目 | 1.155       |
| 計        | 1.702       |

## 世帯数と人口
2025年（令和7年）6月30日現在（川崎市発表）の世帯数と人口は以下の通りである。
| 丁目      | 世帯数    | 人口    |
| --------- | --------- | ------- |
| 殿町1丁目 | 1,101世帯 | 1,983人 |
| 殿町2丁目 | 721世帯   | 1,269人 |
| 殿町3丁目 | 720世帯   | 1,019人 |
| 計        | 2,542世帯 | 4,271人 |

### 人口の変遷
国勢調査による人口の推移。
| 年                 | 人口  |
| ------------------ | ----- |
| 1995年（平成7年）  | 3,805 |
| 2000年（平成12年） | 3,704 |
| 2005年（平成17年） | 3,589 |
| 2010年（平成22年） | 4,036 |
| 2015年（平成27年） | 4,161 |
| 2020年（令和2年）  | 4,289 |

### 世帯数の変遷
国勢調査による世帯数の推移。
| 年                 | 世帯数 |
| ------------------ | ------ |
| 1995年（平成7年）  | 1,563  |
| 2000年（平成12年） | 1,521  |
| 2005年（平成17年） | 1,531  |
| 2010年（平成22年） | 1,941  |
| 2015年（平成27年） | 1,988  |
| 2020年（令和2年）  | 2,368  |

## 学区
市立小・中学校に通う場合、学区は以下の通りとなる（2025年1月時点）。
| 丁目      | 番・番地等 | 小学校             | 中学校             |
| --------- | ---------- | ------------------ | ------------------ |
| 殿町1丁目 | 全域       | 川崎市立殿町小学校 | 川崎市立大師中学校 |
| 殿町2丁目 | 全域       | 川崎市立殿町小学校 | 川崎市立大師中学校 |
| 殿町3丁目 | 全域       | 川崎市立殿町小学校 | 川崎市立大師中学校 |

## 事業所
2021年（令和3年）現在の経済センサス調査による事業所数と従業員数は以下の通りである。
| 丁目      | 事業所数  | 従業員数 |
| --------- | --------- | -------- |
| 殿町1丁目 | 50事業所  | 862人    |
| 殿町2丁目 | 46事業所  | 329人    |
| 殿町3丁目 | 94事業所  | 3,130人  |
| 計        | 190事業所 | 4,321人  |

### 事業者数の変遷
経済センサスによる事業所数の推移。
| 年                 | 事業者数 |
| ------------------ | -------- |
| 2016年（平成28年） | 167      |
| 2021年（令和3年）  | 190      |

### 従業員数の変遷
経済センサスによる従業員数の推移。
| 年                 | 従業員数 |
| ------------------ | -------- |
| 2016年（平成28年） | 3,007    |
| 2021年（令和3年）  | 4,321    |

## 交通
1丁目は京急大師線大師橋駅、2・3丁目は小島新田駅が最寄りとなる。国道409号沿いに神奈川臨海鉄道浮島線、2・3丁目境の地下を南北に東海道貨物線が通っているが、いずれも貨物専用であり旅客駅はない。
1丁目の北西端に、多摩川を渡り東京都大田区羽田とを結ぶ産業道路の大師橋および首都高速横羽線の高速大師橋が架かる。
川崎駅・大師橋駅からはキングスカイフロントや浮島橋、浮島バスターミナル方面への川崎鶴見臨港バスが町内を通り運行しているほか、キングスカイフロントおよび多摩川スカイブリッジを経由して、天空橋行の臨港バスが運行している。また横浜シティ・エア・ターミナルから国道409号の小島町・県営埋立地入口・大師河原・殿町小学校前を経由して江川一丁目への、臨港バスによる高速バスが運行されている。これは横浜から京浜工業地帯への通勤を目的としたもので、朝の江川一丁目行きと夕方の横浜行きのみの運行で、日曜・祝日は運休となる。
街の南端を東西に貫く国道409号（浮島通り）の上部には二層高架構造で首都高速神奈川6号川崎線が通り、首都高速湾岸線浮島ジャンクション方面への殿町出入口が設けられている。
3丁目と、多摩川をはさんだ対岸の東京都大田区羽田空港の間には2022年に多摩川スカイブリッジが整備された。

## 歴史
1965年（昭和40年）に、川崎市大師河原から分かれて当初1・2丁目、1967年（昭和42年）には1～3丁目が設けられた。1969年（昭和44年）には、鈴木新田・羽田・大師河原・羽田漁師町の各一部を編入した。2002年には川﨑殿町・大師河原地域が都市再生緊急整備地域に指定され、工場跡地の再開発が進められた。

## 寺社
- 青龍山稻光院法榮寺（法栄寺）
  - 水神社
- 乳出地蔵尊
- 六地蔵尊

## その他

### 日本郵便
- 郵便番号 : 210-0821[3]（集配局 : 川崎港郵便局[21]）

### 警察
町内の警察の管轄区域は以下の通りである。
| 丁目      | 番・番地等 | 警察署         | 交番・駐在所 |
| --------- | ---------- | -------------- | ------------ |
| 殿町1丁目 | 全域       | 川崎臨港警察署 | 出来野交番   |
| 殿町2丁目 | 全域       | 川崎臨港警察署 | 殿町交番     |
| 殿町3丁目 | 全域       | 川崎臨港警察署 | 殿町交番     |

### 消防
川崎市消防局 臨港消防署殿町出張所